# Mario Aguilar Arévalo
Mario Alejandro Aguilar Arévalo (Santiago de Chile, 7 de agosto de 1961) profesor y dirigente gremial chileno, actual presidente del Colegio de Profesores de Chile.
De esta forma comienza su segundo periodo, previamente fue Presidente del Gremio Docente entre enero de 2017 y enero de 2021.

## Biografía
Nacido en Santiago, rindió sus estudios secundarios en el Liceo N.º 14 de Hombres. Luego estudiaría pedagogía en educación física en la Universidad de Chile, misma casa de estudios donde años más tarde se recibiría como Magíster en educación.
En los años 80 participó activamente en las manifestaciones contra la Dictadura de Pinochet, años en que ingresaría al Movimiento Humanista. Fue miembro fundador del Partido Los Verdes, donde destacó en esos años por la lucha del Ecologismo, la cual resultaba novedosa.
Al regreso de la democracia, Aguilar siguió participando en política integrándose al gobierno de Patricio Aylwin como funcionario directivo del Departamento de Educación Extraescolar del Ministerio de Educación. Para el año 1992, durante las primeras elecciones municipales desde la vuelta a la democracia, fue candidato por la Alianza Humanista Verde, compitiendo por la concejalía de la comuna de Macul, obteniendo el cargo para el periodo de 1992 a 1996.
El 19 de febrero de 1996, junto a Marilén Cabrera Olmos, dirigente del PH, constituyen ante la Primera Notaria de Macul EDYCAP/EDUCAP, en cuyo giro está la administración de establecimientos educacionales. Capital de $3 millones cada uno, en el acto pusieron 500 mil.
Luego de las elecciones de 1999, el Partido Los Verdes se fusiona junto a otros movimientos ecologistas al Partido Humanista.
Ha escrito a lo largo de su carrera diversos libros referidos a temas educacionales, sobre todo desde la óptica del Humanismo Universalista destacando entre ellos "Pedagogía de la Intencionalidad", siendo coautor junto a Rebeca Bize.
Fue candidato a la Convención Constitucional en el Distrito 8, que agrupa las comunas de Maipú, Lampa, Til Til, Pudahuel, Cerrillos, Quilicura, Estación Central y Colina, sin llegar a ser electo.

## Carrera Gremial
En 2004, Mario Aguilar compite en el Colegio de Profesores a un cargo dentro del directorio nacional, obteniendo uno de los cargos directivos, comenzando así su desarrollo en la carrera gremial dentro del sindicato más grande del país.

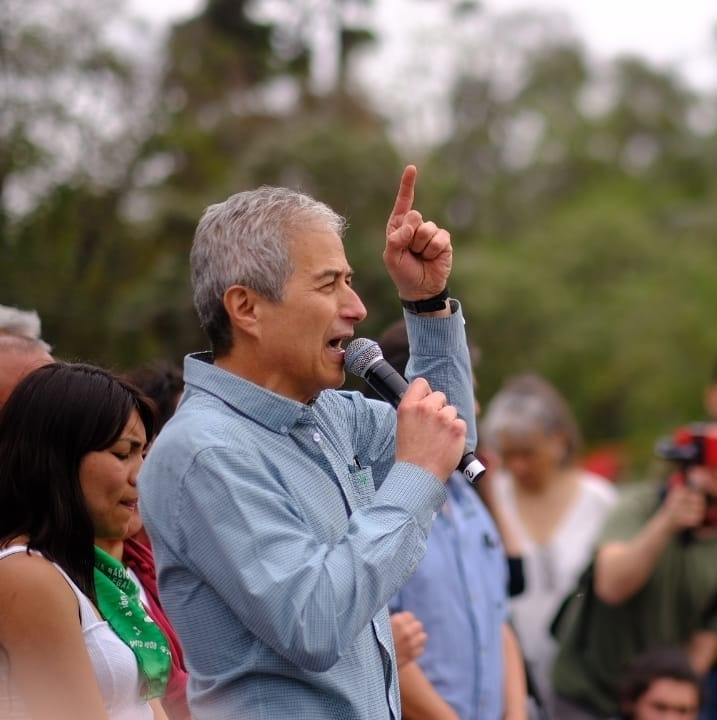
Aguilar dando un discurso en un acto en Parque O'Higgins, en pleno octubre de 2019.

Durante comienzos y mediados del 2010, se producen fuertes críticas a la dirección del Colegio de Profesores, sobre todo frente a las acciones que el -en ese entonces- presidente del gremio, Jaime Gajardo tomó en movilizaciones docentes. Esto dio hincapié para que en 2016 se concretara la fusión de diversos grupos docentes para disputar los cargos del directorio nacional, que había sido largamente controlado por dirigentes del Partido Comunista. La lista se llamó "Disidentes Unidos", la cual Aguilar iba como candidato a Presidente. Finalmente, y luego de meses de campaña, la lista disidente logró imponerse frente a la de continuidad, dando pie a un nuevo periodo dentro del Colegio de Profesores.
Asumió en enero de 2017, con un tono crítico a las políticas educacionales de la presidenta Michelle Bachelet. Pero sería en 2019 cuando lideraría, en esta ocasión bajo el gobierno de Sebastián Piñera, uno de los paros docentes más extensos de los últimos años, movilización que buscaba el mejoramiento de las condiciones de los docentes y los alumnos. Luego de alrededor de 2 meses, este se depuso.
Tras las protestas sostenidas en el país, desde el 18 de octubre de 2019, el gremio de profesores tuvo un importante rol junto a la participación de diversos gremios agrupados en Unidad Social, en diversas jornadas de paros nacionales y de movilización en general.
En noviembre de 2023, gana nuevamente las elecciones del Colegio de Profesores, transformándose en el presidente nacional del Gremio Docente. 
El 8 de enero del 2024 asume su nuevo cargo dejando la presidencia del Regional Metropolitano en el que estuvo desde enero de 2021 hasta el 2024. 

## Historial electoral

### Elecciones parlamentarias de 1989
- Elecciones parlamentarias de 1989, para el Distrito 25, La Granja, Macul y San Joaquín[10]

| Candidato                  | Pacto                          | Partido | Votos  | %     | Resultado |
| -------------------------- | ------------------------------ | ------- | ------ | ----- | --------- |
| Andrés Palma Irarrázaval   | Concertación por la Democracia | PDC     | 83.715 | 42,78 | Diputado  |
| Jaime Orpis Bouchon        | Democracia y Progreso          | UDI     | 42.733 | 21,83 | Diputado  |
| Claudina Núñez Jiménez     | Unidad para la Democracia      | PAIS    | 23.180 | 11,84 |           |
| Marcos Romero Zapata       | Democracia y Progreso          | ILB     | 12.961 | 6,62  |           |
| Roberto Celedón Fernández  | Unidad para la Democracia      | ILG     | 10.444 | 5,34  |           |
| Eduardo Enrique Lacraustra | Liberal-Socialista Chileno     | ILE     | 9.935  | 5,08  |           |
| Mario Aguilar Arévalo      | Concertación por la Democracia | PLV     | 6.438  | 3,29  |           |
| Ángel Gabriel Rojas Nuñez  | Alianza de Centro              | ILD     | 3.735  | 1,91  |           |
| Olga Reyes Vargas          | Liberal-Socialista Chileno     | PL      | 2.569  | 1,31  |           |

### Elecciones municipales de 1992
- Elecciones municipales de 1992, para la alcaldía y concejo municipal de Macul.[3]

(Se consideran sólo candidatos con sobre el 1,5 % de los votos)
| Candidato                   | Pacto                          | Partido | Votos  | %     | Resultado |
| --------------------------- | ------------------------------ | ------- | ------ | ----- | --------- |
| Sergio Puyol Carreño        | Concertación por la Democracia | PDC     | 15 633 | 25,41 | Alcalde   |
| Carlos Herrera Ferrada      | Concertación por la Democracia | PPD     | 5567   | 9,05  | Concejal  |
| Carmen Calderón Porras      | Concertación por la Democracia | PDC     | 4615   | 7,50  | Concejal  |
| José Pedro Weinstein Mendel | Participación y Progreso       | UDI     | 4317   | 7,02  | Concejal  |
| Mario Aguilar Arévalo       | Concertación por la Democracia | AHV     | 4176   | 6,79  | Concejal  |
| Claudio Fonseca Obando      | Concertación por la Democracia | PS      | 2903   | 4,72  |           |
| José Daroch Martínez        | Unión de Centro Centro         | UCC     | 2684   | 4,36  |           |
| Mario Quintana Moya         | Participación y Progreso       | RN      | 2466   | 4,01  | Concejal  |
| Joana Fernández González    | Participación y Progreso       | RN      | 2342   | 3,81  |           |
| Fernando Alba Dodds         | Participación y Progreso       | UDI     | 2093   | 3,40  |           |
| Juan Chamorro Blanco        | Concertación por la Democracia | PDC     | 1888   | 3,07  |           |
| Adriana Sepúlveda Ávila     | Concertación por la Democracia | PPD     | 1808   | 2,94  |           |
| Patricia Ellies Santander   | Participación y Progreso       | UDI     | 1483   | 2,41  |           |
| Luis Pizarro Rojas          | Partido Comunista              | PC      | 1247   | 2,03  |           |
| Bexie Carrillo Cornejo      | Participación y Progreso       | UDI     | 969    | 1,57  |           |
| Augusto Contreras Castro    | Unión de Centro Centro         | UCC     | 965    | 1,57  |           |
| Federico Muñoz Rojas        | Concertación por la Democracia | PR      | 922    | 1,50  | Concejal  |

### Elecciones parlamentarias de 1997
- Elecciones parlamentarias de 1997, para el Distrito 25, La Granja, Macul y San Joaquín[11]

| Candidato                | Pacto                          | Partido | Votos  | %     | Resultado |
| ------------------------ | ------------------------------ | ------- | ------ | ----- | --------- |
| Andrés Palma Irarrázaval | Concertación por la Democracia | PDC     | 50 462 | 33,18 | Diputado  |
| Jaime Orpis Bouchon      | Unión Por Chile                | UDI     | 44 878 | 29,50 | Diputado  |
| Ercides Martínez Mercado | La Izquierda                   | PC      | 15 289 | 10,05 |           |
| Andrés Márquez Bugueño   | Concertación por la Democracia | PPD     | 27 262 | 17,92 |           |
| Miroslav Mimica Majluf   | Unión Por Chile                | RN      | 5747   | 3,78  |           |
| Mario Aguilar Arévalo    | Humanista                      | PH      | 5334   | 3,51  |           |
| Erika Klenner Canales    | Humanista                      | PH      | 3134   | 2,06  |           |

### Elecciones municipales de 2012
- Elecciones municipales de 2012, para la alcaldía de Santiago[12]

| Candidato             | Pacto                          | Partido | Votos  | %     | Resultado |
| --------------------- | ------------------------------ | ------- | ------ | ----- | --------- |
| Carolina Tohá Morales | Por un Chile Justo             | PPD     | 42 520 | 50,60 | Alcaldesa |
| Pablo Zalaquett Said  | Coalición                      | UDI     | 36 932 | 43,95 |           |
| Mario Aguilar Arévalo | Más Humanos                    | PH      | 1860   | 2,21  |           |
| Waldo Mora Longa      | Regionalistas e Independientes | PRI     | 1513   | 1,80  |           |
| Iván Carrasco Mora    | Igualdad para Chile            | PI      | 1202   | 1,43  |           |

### Elecciones de convencionales constituyentes de 2021
- Elecciones de convencionales constituyentes de 2021, para convencional constituyente por el Distrito 8 (Maipú, Pudahuel, Cerrillos, Estación Central, Quilicura, Colina, Lampa y Tiltil)[13]

| Candidato                        | Pacto                                 | Partido | Votos   | %    | Resultados                 |
| -------------------------------- | ------------------------------------- | ------- | ------- | ---- | -------------------------- |
| Daniel Stingo Camus              | Apruebo Dignidad                      | ILYQ    | 111.482 | 24.7 | Convencional Constituyente |
| Bernardo De La Maza Bañados      | Vamos por Chile                       | ILXP    | 28.294  | 6.3  | Convencional Constituyente |
| Marco Antonio Arellano Ortega    | La Lista del Pueblo                   | ILZN    | 20.345  | 4.5  | Convencional Constituyente |
| María Magdalena Rivera Iribarren | La Lista del Pueblo                   | ILZN    | 18.671  | 4.1  | Convencional Constituyente |
| Karen Orellana Sullivan          | La Lista del Pueblo                   | ILZN    | 13.090  | 2.8  |                            |
| Mario Aguilar Arévalo            | Independientes y Movimientos Sociales | ILYU    | 12.108  | 2.7  |                            |
| Francisco Reyes Morandé          | Lista del Apruebo                     | ILYB    | 11.653  | 2.6  |                            |
| Claudia Figueroa Sepúlveda       | La Lista del Pueblo                   | ILZN    | 11.513  | 2.5  |                            |
| Valentina Miranda Arce           | Apruebo Dignidad                      | PCCh    | 10.922  | 2.4  | Convencional Constituyente |
| Bessy Gallardo Prado             | Lista del Apruebo                     | ILYB    | 9.596   | 2.1  | Convencional Constituyente |
| Tatiana Urrutia Herrera          | Apruebo Dignidad                      | RD      | 4.448   | 1.0  | Convencional Constituyente |
| Andrés Giordano Salazar          | Apruebo Dignidad                      | ILYQ    | 3.314   | 0.7  |                            |